# Пікада

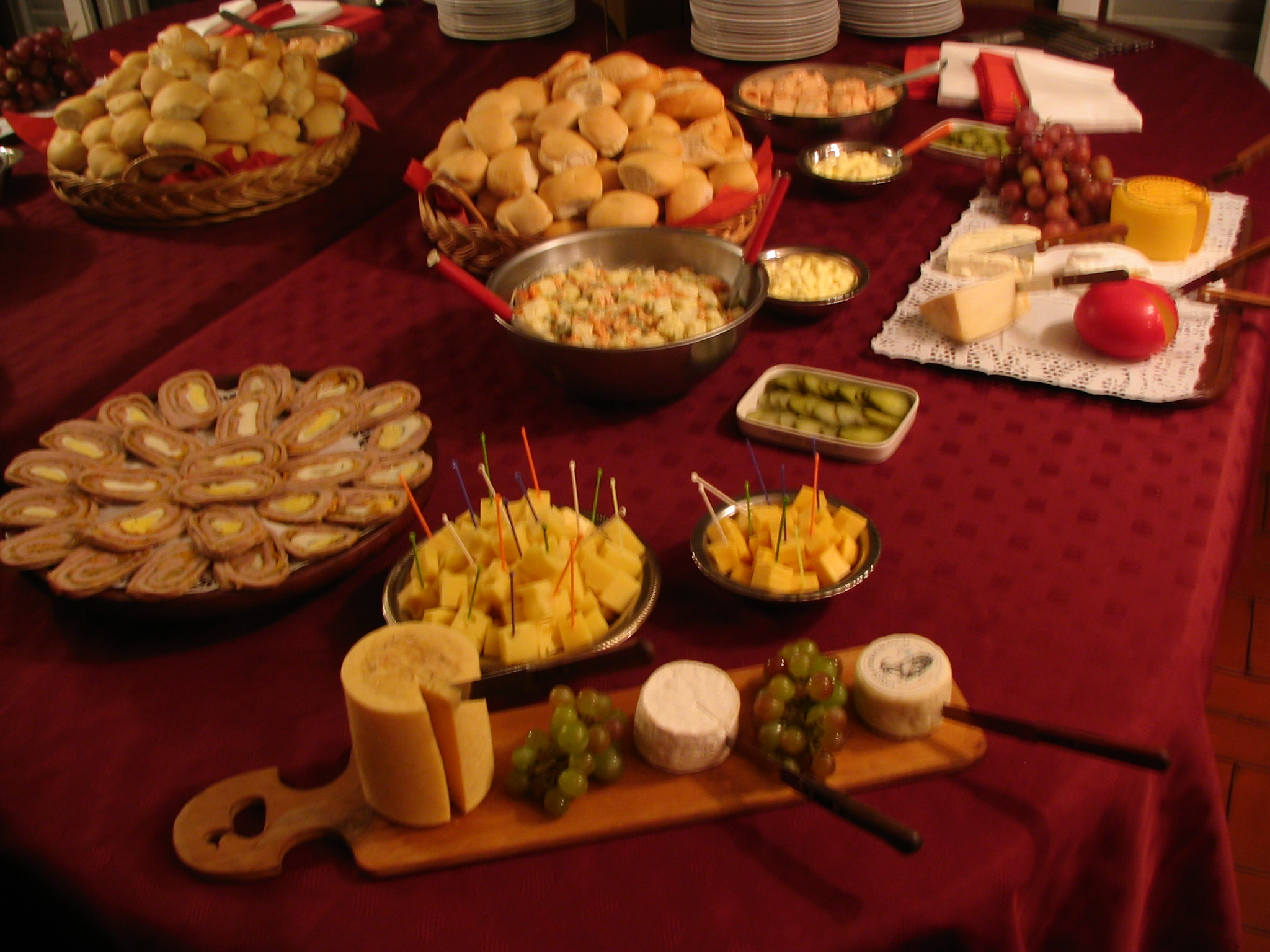
Аргентинці пікаду споживають користуючись невеликими шпажками, щоб не торкатися інгредієнтів пальцями.

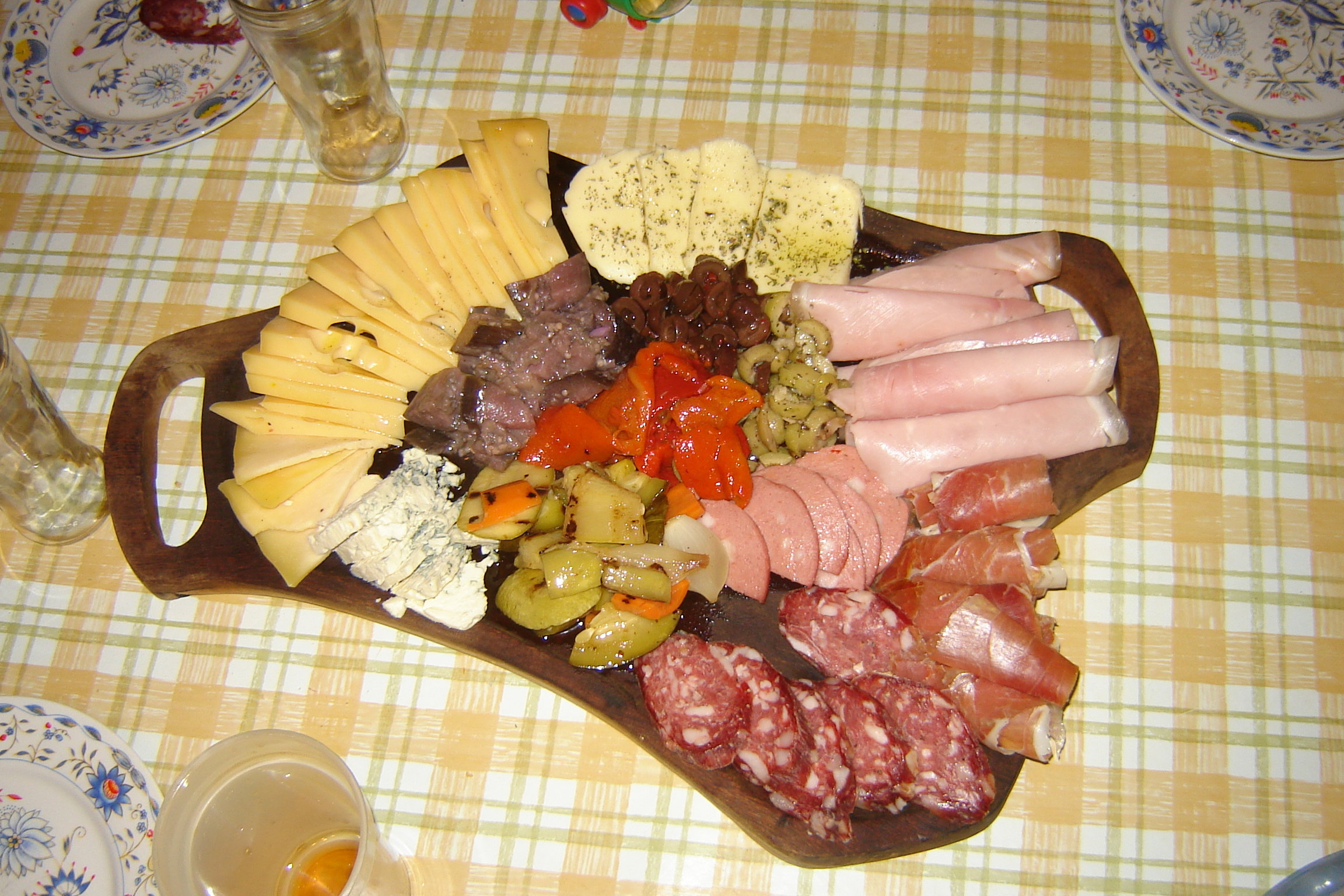
Пікада в Кордові.

Пікада (ісп. picada) — страва, що складається з різноманітних закусок, що подаються в невеликих кількостях, подібних до іспанських тапас чи італійським антипасто.
Різні інгредієнти пікади розподіляються в окремих тарілках або в спеціальному підносі, виготовленому з дерева або металу, з декількома відділеннями. Це не індивідуальна страва, а скоріше те, що вживається компанією людей як закуска, яку можна вживати між їжею, та як основну страву, коли вона велика.
Традиційно пікада містить багато м'ясних продуктів з високим вмістом калорій, хоча в наш час виготовляють також дієтичні та оволо-лактовегетаріанські і навіть веганські варіанти.

## Інгредієнти
Кількість та різноманітність компонентів закуски може варіюватися від кількох базових інгредієнтів до великої спеціальної пікади (ісп. picada especial), яка поєднує основний піднос та кілька страв або запіканок з гарячою їжею, кілька тарілок з сирами та різними видами хліба.
Типова пікада  включає різноманітні сухі ковбаси, холодне м’ясо, сири, оливки, хлібобулочні вироби та закуски нарізані шматочками, наприклад: салямі (крупно чи дрібно нарізані, міланська салямі тощо), мортадела, ковбаса, солоний арахіс, картопляні чипси, а також напівтвердий сир, сухарі,  крекери, хлібні палички та багети.

### Регіональні варіанти
На додаток до основних інгредієнтів, пікада може включати регіональні інгредієнти:
- Аргентина: особливістю аргентинської пікади є рокфор, салямі, свіжі інгредієнти, такі як солодкий перець та місцеві сири, такі як проволоне, чубут[es] (ісп. chubut) і порт салют (ісп. port salut), солоний арахіс і картопля фрі.[2]
- Уругвай: додають різноманітні ковбаси (ісп. longaniza, butifarra), солоний арахіс та сир колонія.
- Парагвай: включає парагвайський суп, чипу, чорізо, чінчулін[es] (ісп. chinchulin), ковбаси (ісп. butifarra) та парагвайський сир[es].[3]

## Опис
До 1960-х років варіантом пікади був копетін (ісп. copetín). Він був легший за пікаду і супроводжувався кількома склянками вина чи вермута. Типовий копетін споживався у великих містах Аргентини та Уругваю дорослими людьми перед серединою дня замість перекусу. Однак через швидший темп життя, такі обіди з часом стали рідкістю.
У XXI столітті компоненти пікади диверсифікуються, включаючи паштети, рибу, сурімі, різні морепродукти, консервований нут, солені огірки, насіння соняшнику, гриби, пальмова серцевина, шматочки тортильї, соління, амаретті, круто зварені перепелині яйця, нарізані ковбаси, шматочки восьминогів та креветки, мідії та закуски загалом (мариновані баклажани, кус-кус, каперси, розплавлений сир, невеликі смажені тефтелі та крокети, фалафель, матамбре арройадо, рулетики з листкового тіста, з маленькими шматочками ковбаси, змішані зі свіжим сиром та цибулею). Картопля фрі, що виробляється промисловим способом, завдяки своїй консистенції та габаритам може бути частиною пікади, як і інші закуски виготовлені промисловим шляхом.
Інгредієнти можуть бути попередньо копченими, вареними, смаженими, приготовленими на пару, або приправленими бальзамічним оцтом, лимонним соком тощо.
Разом з пікадою подають соуси та дипи (соус гольф, креольський соус, кетчуп, гірчиця тощо).
Традиційно їжа береться пальцями (хоча сьогодні існує тенденція використовувати зубочистки, або пластикові шпажки). 